# هيو لو كين
هيو لو كين (بالإنجليزية: Hugh Le Caine)‏ (و. 1914 – 1977 م) هو فيزيائي، وملحن، وموسيقي من كندا .

## روابط خارجية
- هيو لو كين على موقع ميوزك برينز (الإنجليزية)
- هيو لو كين على موقع ديسكوغز (الإنجليزية)